# Prosenice
Prosenice (en allemand : Prossenitz) est une commune du district de Přerov, dans la région d'Olomouc, en République tchèque. Sa population s'élevait à 795 habitants en 2020.

## Géographie
Prosenice se trouve à 4,5 km au nord-est de Přerov, à 20,5 km au sud-est d'Olomouc et à 230 km à l'est-sud-est de Prague.
La commune est limitée par Buk et Radvanice au nord, par Osek nad Becvou et Radslavice à l'est, par Grymov au sud, et par Přerov au sud et à l'ouest.

## Histoire
La première mention écrite de la localité date de 1275.

## Transports
Par la route, Prosenice se trouve à 5,5 km de Přerov, à 26,5 km d'Olomouc et à 289 km de Prague.